# GirlsNews
GirlsNews（ガールズニュース）は、つくばテレビが制作、アイドル専門チャンネルPigooで2010年から2024年まで放送されていたガールズエンターテインメント情報番組である。また、つくばテレビの子会社・レゾリューションが同名のWebサイトを運営している。
この項目では、エンタ!371（現エンタ!959）で放送していた前身番組（「News!371」など）についても記述する。

## 概要
イベントの模様などを伝えるのがメイン。時折スタジオにゲストを迎えることもある。ジャンル別に番組が分かれる。
エンタ!371では、2007年（平成19年）1月より「News!371」という同様の情報番組を放送していたが、Pigoo HD（現・アイドル専門チャンネルPigoo）開局（2010年（平成22年）6月）を控えた2010年（平成22年）4月に現在の番組名にリニューアル。
エンタ!371・959では、編成方針の変更により2013年6月をもって放送を終了した。
BSスカパー!でも2014年9月までは約1ヶ月半遅れで放送され初回放送のみ無料放送。また、2012年4月 - 2013年3月の間はNOTTVでも放送されていた。
アイドル専門チャンネルPigooでは2024年1月16日の放送で番組終了した。

## 放送内容・出演者
放送開始・終了日はすべて初回放送。いずれも初回放送から1ヶ月間リピート放送が行われる。月2回放送のある番組は、上旬初回放送分と下旬初回放送分のリピート放送が並行して流れる。

### 放送中
2017年以降はナビゲーターなしでのイベント情報など伝えていた。

### 放送終了

#### GirlsNews〜声優
2007年（平成19年）10月放送開始（2010年（平成22年）3月までは「News!371〜声優」として放送）。アイドル声優のイベント情報を伝える。
2011年（平成23年）4月より月2回放送に変更されたが、2013年（平成25年）4月からは再び月1回放送に戻った。
2014年（平成26年）4月からは西明日香・田所あずさのダブルMC体制となり、番組も若干ながらバラエティ方面にシフトする。
2016年（平成28年）3月の放送をもって終了した。
| 番組名          | MC                                                                             | 放送回    | 放送開始日     | 放送終了日    | 備考                                                    |
| --------------- | ------------------------------------------------------------------------------ | --------- | -------------- | ------------- | ------------------------------------------------------- |
| News!371〜声優  | 福井裕佳梨                                                                     | #1 - #18  | 2007年10月17日 | 2009年3月17日 |                                                         |
| News!371〜声優  | 長谷優里奈（メイン、出演中に落合祐里香から改名） 山本彩乃（サブ、#20・#24 - ） | #19 - #30 | 2009年4月16日  | 2010年3月16日 |                                                         |
| GirlsNews〜声優 | 本多真梨子（メイン） 山本彩乃（サブ）                                          | #1 - #12  | 2010年4月17日  | 2011年3月16日 |                                                         |
| GirlsNews〜声優 | 大亀あすか                                                                     | #13 - #36 | 2011年4月3日   | 2012年3月16日 | 月2回放送に変更                                         |
| GirlsNews〜声優 | 佐倉綾音                                                                       | #37 - #60 | 2012年4月1日   | 2013年3月16日 |                                                         |
| GirlsNews〜声優 | 山本希望                                                                       | #61 - #72 | 2013年4月1日   | 2014年3月1日  | 月1回放送に変更                                         |
| GirlsNews〜声優 | 西明日香、田所あずさ                                                           | #73 - #84 | 2014年4月3日   | 2015年3月1日  | 2014年7月の回は田所が欠席につき、山崎エリイが代行出演。 |
| GirlsNews〜声優 | 佳村はるか、松田利冴                                                           | #85 - #96 | 2015年4月3日   | 2016年3月3日  |                                                         |

##### コーナー
ユカフィンTV
- ARTERY VEIN（第2回ゲスト）

#### GirlsNews〜エンタメ!
2013年（平成25年）4月放送開始。「GirlsNews〜アイドル」と「GirlsNews〜ガールズポップ」を統合しリニューアルした番組で、ガールズユニットやアイドルたちの活動をニュース形式で伝える。
| 番組名               | MC                          | 放送回    | 放送開始日   | 放送終了日   | 備考  |
| -------------------- | --------------------------- | --------- | ------------ | ------------ | ----- |
| GirlsNews〜エンタメ! | 松井咲子（AKB48）           | #1 - #12  | 2013年4月1日 | 2014年3月2日 |       |
| GirlsNews〜エンタメ! | 石田佳蓮（アイドリング!!!） | #13 - #24 | 2014年4月2日 | 2015年3月1日 | [ 1 ] |
| GirlsNews〜エンタメ! | 古橋舞悠（アイドリング!!!） | #25 - #36 | 2015年4月2日 | 2016年3月1日 | [ 2 ] |

#### 高倉文紀・日向千歩のGirlsNewsアクトレス
2006年（平成18年）4月、「ジュニアアイドルニュース」として放送開始。2007年（平成19年）1月、「News!371」開始とともに、当番組も「News!371〜ジュニア」に番組名変更。
2009年（平成21年）10月、取材対象を若手女優に変更、「News!371〜アクトレス」にリニューアル。2010年（平成22年）1月、「高倉文紀の女優系美少女レポート」（2008年（平成20年）4月 - 2009年（平成21年）12月）と統合。
| 番組名                                  | MC                 | 放送回    | 放送開始日    | 放送終了日     | 備考 |
| --------------------------------------- | ------------------ | --------- | ------------- | -------------- | --- |
| ジュニアアイドルニュース                | 小池里奈           | #1 - #18  | 2006年4月     | 2006年12月20日 | 月2回放送 |
| News!371〜ジュニア                      | 小池里奈           | #1 - #17  | 2007年1月3日  | 2007年9月2日   | 月2回放送、#7（2007年4月）から上旬初回放送回（奇数回）のみ出演                                                               |
| News!371〜ジュニア                      | 鮎川穂乃果         | #8 - #24  | 2007年4月19日 | 2008年3月2日   | #8から#18（2007年9月）までは月2回放送のうち下旬初回放送回（偶数回）のみ出演、 #19（2007年10月）からは月1回放送となり毎回出演 |
| News!371〜ジュニア                      | 船岡咲             | #25 - #36 | 2008年4月3日  | 2009年3月1日   | |
| News!371〜ジュニア                      | 田中美晴           | #37 - #42 | 2009年4月3日  | 2009年9月4日   | |
| News!371〜アクトレス                    | 田中美晴           | #1 - #3   | 2009年10月3日 | 2009年12月2日  | |
| 高倉文紀・田中美晴のNews!371アクトレス  | 高倉文紀・田中美晴 | #4 - #6   | 2010年1月17日 | 2010年3月18日  | 番組回数はNews!371〜アクトレスから通算                                                                                       |
| 高倉文紀・日向千歩のGirlsNewsアクトレス | 高倉文紀・日向千歩 | #1 - #12  | 2010年4月16日 | 2011年3月17日  | |

#### GirlsNews〜RQ
レースクイーン(RQ)のイベント情報などを伝える。
| 番組名        | MC                                  | 放送回    | 放送開始日   | 放送終了日   | 備考 |
| ------------- | ----------------------------------- | --------- | ------------ | ------------ | ---- |
| News!371〜RQ  | （なし）                            | #1 - #3   | 2007年1月5日 | 2007年3月2日 |      |
| News!371〜RQ  | 片瀬まひろ                          | #4 - #15  | 2007年4月3日 | 2008年3月1日 |      |
| News!371〜RQ  | 鈴木礼央奈                          | #16 - #27 | 2008年4月4日 | 2009年3月1日 |      |
| News!371〜RQ  | 村岡沙耶香                          | #28 - #39 | 2009年4月2日 | 2010年3月2日 |      |
| GirlsNews〜RQ | 大矢真夕(MC) 山崎みどり（ご意見番） | #1 - #12  | 2010年4月4日 | 2011年3月5日 |      |

#### GirlsNews〜アイドル
2007年（平成19年）1月放送開始（2010年（平成22年）3月までは「News!371〜アイドル」として放送）。グラビアを中心としたアイドルのイベント情報を中心に放送。
2012年（平成24年）3月までは月2回放送で、上旬初回放送回と下旬初回放送回とはMCが異なっていた。2012年4月より月1回放送に変更。
上旬初回放送回
| 番組名              | MC                        | 放送回    | 放送開始日   | 放送終了日   | 備考                             |
| ------------------- | ------------------------- | --------- | ------------ | ------------ | -------------------------------- |
| News!371〜アイドル  | （なし）                  | #1 - #5   | 2007年1月1日 | 2007年3月3日 | 奇数回                           |
| News!371〜アイドル  | 松嶋初音                  | #7 - #29  | 2007年4月2日 | 2008年3月1日 | 奇数回                           |
| News!371〜アイドル  | 滝口ミラ                  | #31 - #52 | 2008年4月5日 | 2009年3月2日 | #47までは奇数回、#48からは偶数回 |
| News!371〜アイドル  | 菊地亜美                  | #54 - #76 | 2009年4月4日 | 2010年3月1日 | 偶数回                           |
| GirlsNews〜アイドル | 大川藍（アイドリング!!!） | #1 - #23  | 2010年4月3日 | 2011年3月5日 | 奇数回                           |
| GirlsNews〜アイドル | 中塚智実                  | #25 - #47 | 2011年4月2日 | 2012年3月4日 | 奇数回                           |

下旬初回放送回
| 番組名              | MC                          | 放送回    | 放送開始日    | 放送終了日    | 備考                                                      |
| ------------------- | --------------------------- | --------- | ------------- | ------------- | --------------------------------------------------------- |
| News!371〜アイドル  | （なし）                    | #2 - #6   | 2007年1月20日 | 2007年3月17日 | 偶数回                                                    |
| News!371〜アイドル  | 吉木りさ                    | #8 - #30  | 2007年4月16日 | 2008年3月16日 | 偶数回                                                    |
| News!371〜アイドル  | 天野莉絵                    | #32 - #53 | 2008年4月19日 | 2009年3月16日 | #46までは偶数回、#49からは奇数回 （2008年12月は放送なし） |
| News!371〜アイドル  | 稲富菜穂                    | #55 - #77 | 2009年4月18日 | 2010年3月20日 | 奇数回                                                    |
| GirlsNews〜アイドル | 小原春香（元SDN48）         | #2 - #24  | 2010年4月17日 | 2011年3月19日 | 偶数回                                                    |
| GirlsNews〜アイドル | とっきー                    | #26 - #48 | 2011年4月16日 | 2012年3月18日 | 偶数回                                                    |
| GirlsNews〜アイドル | 伊藤祐奈（アイドリング!!!） | #49 - #60 | 2012年4月16日 | 2013年3月16日 | 月1回放送に変更                                           |

#### GirlsNews〜ガールズポップ
2010年（平成22年）4月放送開始。アイドルの音楽イベント・ライブ情報を伝える。
| 番組名                    | MC                  | 放送回    | 放送開始日    | 放送終了日    | 備考  |
| ------------------------- | ------------------- | --------- | ------------- | ------------- | ----- |
| GirlsNews〜ガールズポップ | フォンチー          | #1 - #12  | 2010年4月18日 | 2011年3月19日 | [ 5 ] |
| GirlsNews〜ガールズポップ | 片山陽加（AKB48）   | #13 - #24 | 2011年4月17日 | 2012年3月16日 |       |
| GirlsNews〜ガールズポップ | 藤江れいな（NMB48） | #25 - #36 | 2012年4月17日 | 2013年3月16日 |       |

#### GirlsNews〜ハロプロ
2012年3月放送開始。ハロー!プロジェクトに特化して情報を伝える。
| 番組名              | MC                                      | 放送回   | 放送開始日   | 放送終了日   | 備考 |
| ------------------- | --------------------------------------- | -------- | ------------ | ------------ | ---- |
| GirlsNews〜ハロプロ | モニカ・ミッチェル （ルーシー・ケント） | #1 - #19 | 2012年3月2日 | 2013年9月4日 |      |

#### GirlsNews〜エンタメ!β
2014年4月放送開始。Pigooのおすすめ番組紹介やAKIBAカルチャーズ劇場で行われる公演の情報などを紹介する30分番組。
| 番組名                | MC                        | 放送回  | 放送開始日    | 放送終了日    | 備考 |
| --------------------- | ------------------------- | ------- | ------------- | ------------- | ---- |
| GirlsNews〜エンタメ!β | バートン（人形）          | #1 - #8 | 2013年4月1日  | 2014年11月2日 |      |
| GirlsNews〜エンタメ!β | バートン、ハコイリ♡ムスメ | #9 -    | 2014年12月3日 | 2015年3月1日  |      |